# Thalia multiflora
Thalia multiflora, denominada comúnmente peguajó, pehuajó o huajó, es una especie del género Thalia, perteneciente a la familia Marantaceae. Es una robusta hierba palustre perenne, que habita en los pantanos tropicales y subtropicales de América del Sur.  

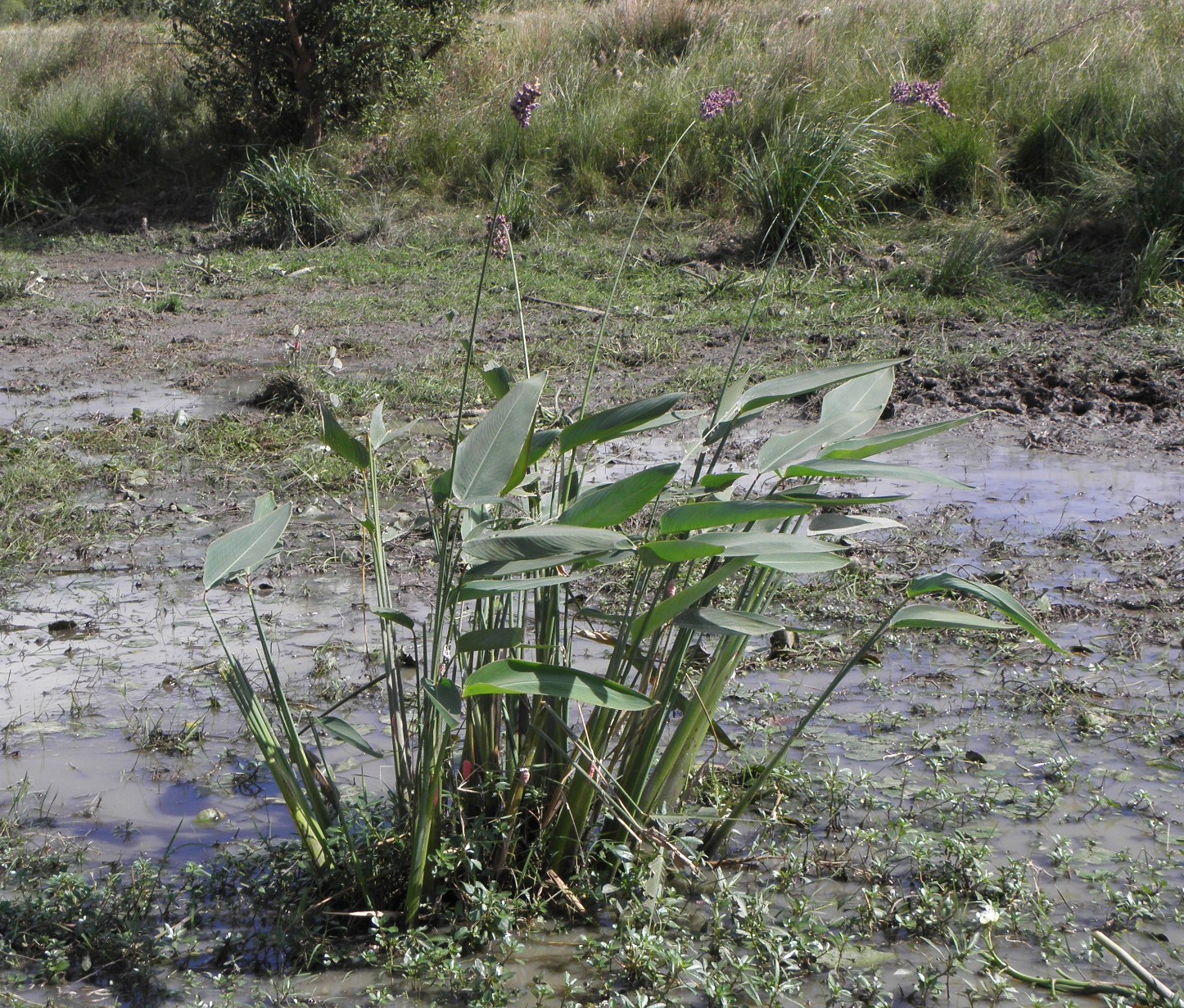
Peguajó (Thalia multiflora).

## Distribución
Esta especie se distribuye en áreas pantanosas, inundables, o bordes de cursos fluviales, de las regiones cálidas y de baja altitud de los países de la Cuenca del Plata, en el centro-este de América del Sur. 
En Brasil se distribuye en el estado de Río Grande del Sur.
En Paraguay se distribuye en los departamentos de Alto Paraguay y Presidente Hayes.
En Uruguay fue herborizada en los departamentos de: Artigas, Canelones, Cerro Largo, Rocha, Salto y Treinta y Tres.
En la Argentina se distribuye en las provincias de: Buenos Aires, Ciudad Autónoma de Buenos Aires, Chaco, Corrientes, Entre Ríos, Formosa y Santa Fe. Alcanza su límite austral de distribución (y del género) en los humedales de la ribera austral del Río de la Plata.

## Características generales
Es una planta acuática rizomatosa, de hasta 1,5 metros de altura. Presenta largos pecíolos envainantes y esponjosos, que portan grandes hojas ovadas, grablas, de hasta 46 cm de largo por 15 cm de ancho, con la base redondeada y el ápice en punta.
En verano muestra panículas densas, con raquis con entrenudos de menos de 3 mm, con  corola de  pétalos violáceos, de 6mm. Fructifica en otoño. El fruto es una cápsula de 7 mm, casi esférica.  
Durante la estación seca, o en zonas heladoras, la parte aérea de la planta se seca por completo, pero no muere, pues rebrota desde los rizomas cuando las condiciones vuelven a ser favorables.  Se cultiva como planta ornamental, para estanques.

## Etimología
La etimología del género es en honor de Johannes Thal (1542 - 1583) un médico alemán, padre de la floricultura. La del término específico deriva de las palabras en latín multi, que significa 'mucho', y flora que es 'flores', es decir, muchas flores.